# Ocean Beach (album)
Pour les articles homonymes, voir Ocean Beach.
Albums de Red House Painters
Red House Painters
(1993) Songs for a Blue Guitar
(1996)
Ocean Beach est le quatrième album du groupe les Red House Painters, sorti en 1995 sous le label 4AD. Il s'agit du premier album qui montre que le groupe tend vers une musique plus folk, avec des arrangements plus courts, loin des titres longs des premiers albums qui ont fait la marque du groupe.
Un clip vidéo particulièrement difficile à trouver a été réalisé sur le titre Summer Dress.
Les premières idées pour la couverture de l'album était une photo de bancs cassés dans une église abandonnée, ou de vieux lits dans une salle d'hôpital.

## Track listing
1. "Cabezon" – 3:09
2. "Summer Dress" – 2:52
3. "San Geronimo" – 7:37
4. "Shadows" – 6:02
5. "Over My Head" – 7:01
6. "Red Carpet" – 2:34
7. "Brockwell Park" – 3:51
8. "Moments" – 7:52
9. "Drop" / "Brockwell Park, Part 2" (Hidden Track) – 13:26